# Îles Hall
Pour les articles homonymes, voir Île Hall.
Les îles Hall (en anglais Hall Islands) sont un archipel composé d'atolls (Nomwin, Fananu, Murilo, Ruo), au nord de l’État de Chuuk, dans les États fédérés de Micronésie. Les 1 318 habitants parlent le paafang, une langue micronésienne.

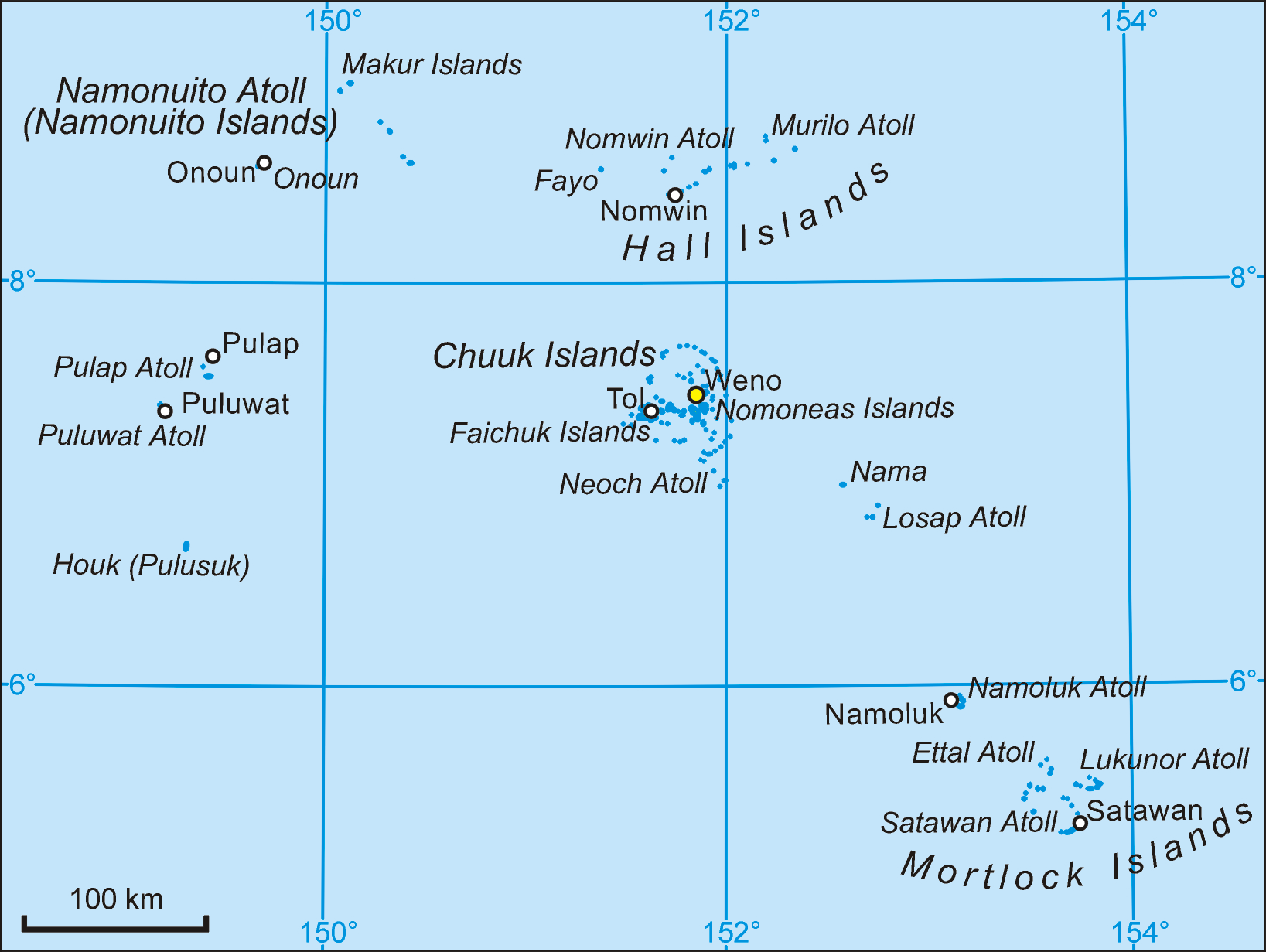
Carte des îles de l’État de Chuuk